# Eucalyptus kitsoniana
Eucalyptus kitsoniana är en myrtenväxtart som beskrevs av Joseph Henry Maiden. Eucalyptus kitsoniana ingår i släktet Eucalyptus och familjen myrtenväxter. Inga underarter finns listade i Catalogue of Life.